# Pot-Bouille (film)
Cet article possède un paronyme, voir Bouille.
Pour le roman de Zola, voir Pot-Bouille.
Pour plus de détails, voir Fiche technique et Distribution.
Pot-Bouille est un film franco-italien de Julien Duvivier sorti en 1957, adaptation du roman éponyme d'Émile Zola.

## Synopsis
Jeune provincial aux dents longues, Octave Mouret débarque dans le Paris des années 1880. Dans l'immeuble bourgeois où il occupe une chambre au dernier étage, Mme Josserand, maîtresse femme qui ne songe qu'à marier ses filles, et particulièrement Berthe, la cadette, jette son dévolu sur lui. Mais Octave a d'autres projets : Mme Hédouin, propriétaire, avec son mari, du magasin Au Bonheur des Dames où il est embauché comme commis, emploi qu'il a obtenu par relation et qui explique sa venue à Paris. Mais Mme Hédouin, toujours très belle, est vertueuse et repousse ses avances. De son côté, l'intrigante Mme Josserand parvient à marier Berthe à Auguste Vabre, petit commerçant drapier à court d'argent. Berthe devient rapidement la maîtresse d'Octave et celui-ci applique ses dons commerciaux à redresser les affaires d'Auguste. Mme Hédouin, devenue veuve, cherche à renouer avec Octave qui se dérobe, ce qui l'exaspère et la conduit à semer le soupçon d'adultère de sa femme dans l'esprit d'Auguste. Finalement sa stratégie réussit. Parallèlement à ce monde petit-bourgeois dont Duvivier (comme Zola) dénonce l'hypocrisie il y a l'univers des bonnes qui se moquent de leurs patrons et dénoncent leurs travers.

## Fiche technique
- Titre original : Pot-bouille[Note 2]
- Titre italien : Le donne degli altri
- Réalisation : Julien Duvivier
- Scénario : d'après le roman d'Émile Zola, Pot-Bouille (1882)
- Adaptation : Julien Duvivier, Léo Joannon, Henri Jeanson
- Dialogues : Henri Jeanson
- Assistant à la réalisation : Michel Romanoff, Pierre Maho
- Décors : Léon Barsacq
- Ensemblier : Maurice Barnathan
- Costumes : Marcel Escoffier, Jean Zay, Emmanuel Bourrassin
- Maquillage : Jean-Ulysse Piedeloup et Igor Keldich
- Perruques et coiffure : Jean Lalaurette
- Photographie : Michel Kelber, assisté d'André Domage
- Opérateur : Wladimir Ivanoff
- Son : Jacques Carrère, assisté de Guy Chichignoud
- Montage : Madeleine Gug
- Musique : Jean Wiener, orchestre sous la direction d'André Girard, éditions musicales Ray Ventura
- Photographe de plateau : Walter Limot
- Script-girl : Denise Morlot
- Régisseur : Tonio Sune
- Chef de production : Robert Hakim et Raymond Hakim
- Directeur de production : Ludmilia Goulian
- Assistant de production : Pierre Duvivier
- Sociétés de production : Paris Films Production (France), Panitalia (Italie)
- Sociétés de distribution : CCFC (Compagnie commerciale française cinématographique, distributeur d'origine)[1] (France), Gaumont[2] (France)
- Pays d'origine : France, Italie
- Langue originale : français
- Format : noir et blanc — 35 mm — 1,37:1 — son mono (Westrex Recording System)
- Trucage : LAX
- Laboratoire Franay L.T.C Saint-Cloud
- Genre : comédie dramatique
- Durée : 115 minutes
- Dates de sortie : 
  - France : 18 octobre 1957
  - États-Unis : 27 octobre 1958 (New York)
- Classifications et visa CNC : mention « tous publics », Art et Essai, visa d'exploitation no 19820 délivré le 11 octobre 1957

## Distribution
- Gérard Philipe : Octave Mouret, l'ambitieux provincial
- Danielle Darrieux : Caroline Hédouin, patronne d’Au bonheur des dames
- Dany Carrel : Berthe Josserand, la fille cadette qui se marie avec Auguste
- Jacques Duby : Auguste Vabre, le second fils du propriétaire de l'immeuble
- Jane Marken : Eléonore Josserand, la mère
- Olivier Hussenot :  Joseph Josserand, le père
- Danielle Dumont : Hortense Josserand, la fille aînée
- Henri Vilbert : Narcisse Bachelard, frère d'Eléonore et oncle de Berthe et d'Hortense
- Anouk Aimée : Marie Pichon, la jeune mère de famille au landau
- Georges Cusin : Achille Compardon, architecte et amant de Gasparine
- Pascale de Boysson : Gasparine, belle-sœur et maîtresse d'Achille Compardon
- Jenny Orléans : Rose Compardon, la femme maladive d'Achille
- Micheline Luccioni : Valérie Vabre, la femme hystérique de Théophile
- Jacques Grello : Théophile Vabre, le fils aîné, mari de Valérie
- Gaston Jacquet : Hippolyte Vabre, le père, propriétaire de l'immeuble
- Jean Brochard : Monsieur Duveyrier, ancien procureur général
- Claude Nollier : Clotilde Duveyrier, née Vabre, la femme du procureur
- Germaine de France : Mlle Menu, la tante de Fanny
- Michèle Grellier : Fanny, la nièce de Mlle Menu et maîtresse de Narcisse
- Van Doude : Hector Trublot, un jeune ami de Narcisse
- Gabrielle Fontan : Mme Pilou, la femme de ménage
- Alexandre Rignault : Gourd, le concierge de l'immeuble au bonnet
- Catherine Samie : Clémence, la domestique des Vabre
- Judith Magre : Rachel, la servante d'Auguste et Berthe
- Arielle Coignet : Louise, la domestique de Mme Juzeur
- Denise Gence : Lisa, la servante des Compardon
- Betty Beckers : la bonne de Valérie
- Valérie Vivin : Adèle, la servante des Josserand
- Monique Vita : Clarisse Boquet, la femme nue qui pose et maîtresse de M. Duveyrier
- Lydia Ewandé : la domestique de Clarisse
- Henri Coutet : un ouvrier dans la cour
- Albert Médina : le contrôleur
- Liliane Ernout : la cliente au Rendu
- Jacques Eyser : le docteur qui vient annoncer le décès de M. Hédouin
- Rivers-Cadet : le notaire
- Jean-Louis Le Goff : le sommelier, maître d'hôtel
- Paul Faivre : le cocher
- Charles Lemontier : le passant dans la rue avec Valérie
- Jean Degrave : un invité
- René Worms : un invité
- Andrès : un invité chez les Josserand
- Marius Gaidon : un serveur au buffet du mariage
- Roger Lecuyer : un invité au mariage
- Paule Launay

## Production

### Scénario
Pot-Bouille est la deuxième adaptation par Julien Duvivier d'un roman de la saga des Rougon-Macquart d'Émile Zola. Il avait précédemment réalisé Au Bonheur des Dames avec Dita Parlo (1930). Cependant, chronologiquement dans la saga littéraire, Au Bonheur des Dames fait suite à Pot-Bouille. 

### Casting
Dany Carrel : « Gérard Philipe qui, lui aussi, avait vu Porte des Lilas en projection privée, appuya ma candidature. Duvivier se laissa convaincre : je serai Berthe. Gérard Philipe fit plus. Lui seul devait figurer au-dessus du titre. Il demanda que mon contrat, déjà signé, fut modifié. Il dit à Duvivier : — Et vous faites passer Dany Carrel au-dessus du titre ! […] Gérard Philipe me fit là un cadeau magnifique : me placer à côté de lui sur une affiche, c'était faire rejaillir sur moi un peu de sa gloire qui était immense. »

### Tournage
- Période de prises de vue : 6 mai au 2 juillet 1957[1].
- Intérieurs : studios de Billancourt (Boulogne-Billancourt, Hauts-de-Seine)[1],[Note 4].
- Extérieurs : Paris/banlieue[1].
- Dany Carrel[3] : « Lorsque Julien Duvivier me demanda de me dénuder, je lui fis totalement confiance. Et cela ne me coûta aucun effort, même et surtout devant Gérard Philipe. J'étais évidemment impressionnée par l'acteur. […] Il jouait avec tant de talent qu'il entraînait avec lui ses partenaires. J'avais même l'impression de ne pas jouer tant il était naturel. […] Il avait la même intonation chantante et, tout à coup, ces sortes de fausses notes qui donnaient à sa voix un caractère si particulier. Ses déplacements, ses gestes, tout était ainsi dans la vie : il ne composait jamais. Il avait une grâce aérienne. Et il était si séducteur ! On sentait qu'il aimait plaire, il savait qu'il plaisait. Son rôle de don Juan dans le film lui allait à merveille. […] Et quelle émotion dans la dernière scène du film ! Réfugiée dans la chambre de Marie, jouée par la superbe Anouk Aimée, je pleurais sur la fin de ma liaison avec Octave Mouret-Gérard Philipe. Assise au bord du lit, Gérard Philipe à mes genoux me tenait la main et me consolait. Je m'imprégnais de chacune de ses paroles et je vibrais à chacun de ses mots d'amour. […] On appelle cela un « métier », un « travail », mais être payée pour tourner dans les bras de Gérard Philipe me paraissait totalement fou ! Je ne me faisais pourtant aucune illusion : Gérard Philipe jouait ! »

## Promotion
- Gérard Philipe et Dany Carrel firent une tournée de promotion en France (Marseille, Lyon, Bordeaux...) et en Angleterre en 1957 pour la sortie du film. Leur présence est accueillie par des foules enthousiastes. L'actrice en a parlé dans ses mémoires[3].
- A cette occasion, un reportage télévisé montre Dany Carrel et Gérard Philipe déambulant sur le port du Vallon des Auffes, dans une présentation qui n'a pas grand chose à voir avec la noirceur du film[4].

## Accueil
- Dany Carrel[3] : « Pendant plusieurs mois, fin 1957 et début 1958, je fus en vedette à l'affiche de Porte des Lilas et Pot-Bouille. Deux énormes succès. Au Normandie et au Colisée, avenue des Champs-Élysées, les files d'attente étaient impressionnantes. »
- Le Monde/L'Œil sur l'Écran [5] : « Pot-Bouille est une comédie qui met en relief l’hypocrisie et les mesquineries de la vie bourgeoise. Le ton est particulièrement caustique et les dialogues d’Henri Jeanson sont vifs et relevés, parfois féroces. L’humour y est toujours présent. Que ce soit dans les premiers ou seconds rôles (et ils sont nombreux), l’interprétation est uniformément assez remarquable. Pot-Bouille est bien soutenu par une réalisation sans faille ce qui lui permet de traverser allégrement les époques. Assez bizarrement, le film est souvent considéré comme mineur. Il mérite bien mieux que cela. »
- Sens critique[6] : « Dans un immeuble bourgeois sublime d’opulence, de bonne conscience et d’hypocrisie à tous les étages, voici l’ascension d’Octave Mouret et la préfiguration de ce qu'il deviendra dans Au bonheur des dames. Mouret, c’est Gérard Philipe. […] Séduisant, séducteur, cynique, prodigieusement doué pour les affaires, d’un absolu mépris pour les femmes, il domine le film de la tête et des épaules…. Les femmes, donc…. Tout l’immeuble de Pot-Bouille bruisse de leur frustration et de leur névrose. […] Vulgarité de tous. […] Berthe et Octave, éveillés trop tard découvrent, effarés, les tombereaux de vulgarité des servantes qui se répandent, au dessus d’eux, de mansarde à mansarde… […] Mais le film est réalisé avec un brio extraordinaire par un auteur au sommet de son art, qui a le sens du rythme, de l’image et de l’espace. Et qui, lorsqu'il est assisté par le talent d’Henri Jeanson donne un des meilleurs films français de la décennie. Voilà que dans son pessimisme habituel, Duvivier a ajouté une belle touche d’acide à la verve de Claude Autant-Lara. Bravo l’artiste ! »
- Les Cahiers du Cinéma : François Truffaut, très hostile à Julien Duvivier, aux adaptations littéraires académiques et à Gérard Philipe qu'il accable souvent de son mépris, trouve des qualités au film : « On pouvait s'attendre au pire, c’est-à-dire à un nouveau "Le Rouge et le noir", à ceci près que, même dans l'académisme, Duvivier est toujours plus amusant qu’Autant-Lara et [Henri] Jeanson [le scénariste] qu’Aurenche et Bost. Mais Pot-Bouille est précisément le contraire d’un film académique, une œuvre de dérision, baroque, échevelée et des plus imprévues, une parodie féroce et à peine involontaire de Gervaise, une caricature de Zola, mais caricature fidèle et ressemblante : à l’emporte-pièce, bref, et comme le dit si bien mon ami Domarchi : "Pot-Bouille, c'est la fesse à l’état pur"[4]. »